# کریستینا برتروپ
کریستینا برتروپ (انگلیسی: Christina Bertrup؛ زادهٔ ۲۳ دسامبر ۱۹۷۶) ورزشکار کرلینگ اهل سوئد است.